# 永キ
愛新覚羅 永璂（あいしんかくら えいき、乾隆17年4月25日(1752年6月7日) - 乾隆41年1月28日(1776年3月17日)）は、清の乾隆帝の第十二皇子。
母は継皇后那拉氏。同母弟は永璟。異母弟は嘉慶帝。

## 生涯
乾隆17年（1752年）  継皇后那拉氏を生母に産まれる。
乾隆30年（1765年）  乾隆帝の江南巡幸の際、生母の継皇后那拉氏が帝の怒りを買って直接北京に送り返され、廃后の詔書こそ下されなかったが、事実上皇后位を廃された。
乾隆31年（1766年）  継皇后那拉氏が死去した。乾隆35年（1770年）  博爾濟吉特（ボルギジト）氏と成婚する。
乾隆36年（1771年）  「御製満蒙文鑑」の編纂を命じられる。
乾隆40年（1775年）  「御製満蒙文鑑」の総綱が完成し、乾隆帝からある程度の評価を受ける。
乾隆41年（1776年）  23歳で逝去。子がなかったため、異母兄永瑆の第四子綿偲が養子となって家を嗣いだ。
嘉慶4年（1799年）  異母弟の嘉慶帝より多羅貝勒に追封された。